# David Morris Kern
David Morris Kern (* 4. August 1909 in Manhattan; † 3. Mai 2013 in Paradise Valley) war ein US-amerikanischer Pharmakologe und Unternehmer. Kern entwickelte das lokal anzuwendende Arzneimittel Orajel mit dem Wirkstoff Benzocain zur Linderung von Zahnschmerzen und Schmerzen bei Wunden im Mund.

## Leben
David Morris Kern wurde 1909 in Manhattan geboren und wuchs in Brooklyn auf. Er besuchte das Brooklyn College of Pharmacy und begann dann seine Karriere als Apotheker. Anschließend war er als Verkäufer für Norwich Warner Pharmaceuticals tätig (heute Teil von Procter & Gamble).
Zusammen mit seinem Bruder und zwei Geschäftspartnern erwarb Kern einen pharmazeutischen Produktionsbetrieb. Seiner Familie zufolge versuchte er kurz darauf, ein oral einzunehmendes Medikament zur Linderung von Zahnschmerzen bei zahnenden Babys zu entwickeln. Schließlich entwickelte er zusammen mit einem Professor für Chemie ein Arzneimittel mit dem Wirkstoff Benzocain zur Behandlung von Zahnschmerzen. Später wurde das rezeptfreie Gel auch zur Schmerzlinderung bei Wunden im Mund angewendet. 1961 verkaufte Kern sein Unternehmen an Del Laboratories.
Im Alter von 62 Jahren zog Kern sich aus der Pharmaindustrie zurück und konzentrierte sich auf die Verwaltung der Finanzen seiner Familie. Er starb am 3. Mai 2013 im Alter von 103 Jahren in einem Pflegeheim in Paradise Valley.